# Mạnh Đình
Đỗ Đình Mạnh (sinh ngày 10 tháng 12 năm 1962) thường được biết đến với nghệ danh Mạnh Đình, là một nam ca sĩ người Mỹ gốc Việt thành công với dòng nhạc trữ tình.

## Sự nghiệp

### Trong nước
Mạnh Đình sinh ra trong một gia đình 7 người con mà anh là người thứ 6. Mạnh Đình theo học mẫu giáo ở trường Minh Tâm, tiểu học ở trường Phan Đình Phùng và Petrus Ký khi lên đến trung học. Từ nhỏ Mạnh Đình đã thích hát, trong các kỳ thi anh luôn được chấm nhất qua môn hát thay vì môn học thuộc lòng với các bài như Mùa thu chết, Nhịp cầu Ô Thước. Tại Petrus Ký, anh đã được bầu làm trưởng ban văn nghệ của lớp. Anh còn là ca viên của ca đoàn Emmanuel thuộc nhà thờ Thánh Giuse họ Bàn Cờ (Sài Gòn). Trong suốt những năm tháng đi hát khi còn ở Việt Nam, Mạnh Đình cũng đã được biết tới nhờ đã từng đoạt nhiều huy chương vàng trong những lần thi đua văn nghệ toàn quốc.

### Hải ngoại
Sau một thời gian ở Mỹ, một dịp may đã đến với Mạnh Đình trong một lần đi thi tuyển lựa ca sĩ và được mẹ khuyến khích vì thông cảm với lòng yêu nghề của con. Kết quả ngay vòng sơ kết anh đã đứng nhất, qua phần bán kết anh về thứ nhì, nhưng sau đó qua hai lần chung kết Mạnh Đình đoạt giải nhất trước sự hiện diện của rất nhiều trung tâm băng nhạc đến tham dự.
Anh xuất hiện lần đầu trên trung tâm Asia với bài Hồi chuông xóm đạo và kế đến là bài Chuyện giàn thiên lý của nhạc sĩ Anh Bằng đã tạo nên tên tuổi của anh. Sau này anh trở thành ca sĩ độc lập và cộng tác với trung tâm Mây, Thúy Nga Paris, Rainbow, Blue Ocean.

## Sản phẩm

### CD
- Asia CD059: Mạnh Đình 1: Chuyện Giàn Thiên Lý, với Chế Linh, Nhật Trường, Sơn Tuyền (1994)
- Asia CD065: Mạnh Đình 2: Xót Xa (1994)
- Asia CD067: Mạnh Đình 3: Dân Ca Ba Miền, với Như Quỳnh, Ý Lan, Sơn Tuyền (1994)
- Asia CD069: Cho Kỷ Niệm Mùa Đông, V.A. (1994)
- Asia CD073: Liên Khúc Chiều Mưa 3, với Như Quỳnh, Lâm Thúy Vân (1995)
- Asia CD074: Như Quỳnh 1: Chuyện Hoa Sim, với Như Quỳnh, Lâm Thúy Vân (1995)
- Asia CD077: Mạnh Đình 4: Trúc Đào (1995)
- Asia CD086: Mạnh Đình 5: Chuyện Giàn Thiên Lý 2, với Như Quỳnh, Phương Hồng Quế, Duy Khánh, Thanh Thúy, Thanh Tuyền (1996)
- Asia CD091: Đời Còn Cô Đơn, với Như Quỳnh, Duy Linh (1996)
- Asia CD096: Mạnh Đình 6: Tiểu Cô Nương, với Hoàng Oanh, Duy Khánh (1997)
- Asia CD103: Mạnh Đình 7: Xé Thư Tình, với Hoàng Oanh, Yến Phương, Thái Châu (1997)
- Asia CD163: Chuyện Người Con Gái Ao Sen, với Trường Vũ, Mạnh Quỳnh, Bảo Tuấn (2001)
- Asia CD184: Liên Khúc Chiều Mưa 4, với Lâm Thúy Vân, Trường Vũ, Diệp Thanh Thanh (2002)
- Asia CD218: Liên Khúc Gõ Cửa, với Băng Tâm (2006)
- Làng Văn CD262: Giọt Buồn Trăm Năm, với Nhật Trường, Yên Khoa (1999)
- Mạnh Đình Music: Đêm Về Phố Xưa (1998)
- Mạnh Đình Music: Mùa Phượng Tím
- Mạnh Đình Music: Tháng Giêng Ngồi Giỡn Bóng Mình
- Mạnh Đình Music: Hương Ngọc Lan, với Ngọc Bích, Đức Khải
- Tình Đặc Biệt 25, Hạnh Phúc Đơn Sơ, với Mạnh Quỳnh, Trường Vũ (2000)
- Tình Platinum 60: Không Tiền Cưới Vợ & Tâm Sự Nàng Buram, V.A. (2007)
- Thúy Nga CD157: Nỗi Buồn Châu Pha, với Như Quỳnh, Hoàng Lan (1998)
- Thúy Nga CD222: Nghèo, V.A. (2000)
- Thúy Nga CD228: Lý Bông Mai, với Như Quỳnh (2000)
- Blue Ocean CD14: Đêm Cuối, với Thảo Sương

## Trình diễn trên sân khấu

### Trung tâm Asia
| STT | Tiết mục | Thể hiện với                                                     | Chương trình            | Năm  |
| --- | --- | ---------------------------------------------------------------- | ----------------------- | ---- |
| 1   | Hồi Chuông Xóm Đạo (Anh Bằng, thơ Kiên Giang)                                                                               | solo                                                             | ASIA 2                  | 1993 |
| 2   | Chuyện Giàn Thiên Lý (Anh Bằng, Yên Thao)                                                                                   | solo                                                             | ASIA 3                  | 1993 |
| 3   | Buồn (Y Vân) | solo                                                             | ASIA 4                  | 1994 |
| 4   | Hai Đứa Còn Cô Đơn (Anh Bằng)                                                                                               | solo                                                             | ASIA 5                  | 1994 |
| 5   | Kiếp Cầm Ca (Minh Kỳ, Vũ Chương)                                                                                            | Sơn Tuyền                                                        | ASIA 5                  | 1994 |
| 6   | Cho Kỷ Niệm Mùa Đông (Anh Bằng)                                                                                             | solo                                                             | ASIA 6                  | 1994 |
| 7   | Hai Mùa Noel (Đài Phương Trang)                                                                                             | Như Quỳnh                                                        | ASIA 6                  | 1994 |
| 8   | Tình Thắm Duyên quê (Trúc Phương)                                                                                           | Sơn Tuyền                                                        | ASIA 7                  | 1995 |
| 9   | LK Mưa: Mưa Nửa Đêm (Trúc Phương), Mưa Đêm Ngoại Ô (Đỗ Kim Bảng), Tình Đã Bay Xa (LV: Nhật Ngân), Nụ Hôn Dưới Mưa (Anh Tài) | Như Quỳnh, Lâm Thúy Vân                                          | ASIA 7                  | 1995 |
| 10  | Trúc Đào (Anh Bằng, thơ Nguyễn Tất Nhiên)                                                                                   | solo                                                             | ASIA 8                  | 1995 |
| 11  | Ra Giêng Anh Cưới Em (Lư Nhất Vũ, Thiên Kiều)                                                                               | Như Quỳnh                                                        | ASIA 8                  | 1995 |
| 12  | Tình Xuân (Lê Đức Long) | solo                                                             | ASIA 9                  | 1995 |
| 13  | Qua Ngõ Nhà Em (Anh Bằng)                                                                                                   | solo                                                             | ASIA 10                 | 1995 |
| 14  | Chuyện Giàn Thiên Lý 2 (Anh Bằng, Yên Thao)                                                                                 | solo                                                             | ASIA 11                 | 1996 |
| 15  | Người Ở Lại Buồn (Anh Bằng)                                                                                                 | solo                                                             | ASIA 12                 | 1996 |
| 16  | Trăng Sao (Lê Đức Long) | solo                                                             | ASIA 13                 | 1996 |
| 17  | Tiểu Cô Nương (Lê Đức Long)                                                                                                 | solo                                                             | ASIA 14                 | 1997 |
| 18  | Cô Bé Môi Hồng (Anh Bằng)                                                                                                   | solo                                                             | ASIA 15                 | 1997 |
| 19  | Xé Thư Tình (Trương Hoàng Xuân)                                                                                             | solo                                                             | ASIA 16                 | 1997 |
| 20  | Thương Về Quê Tôi (Thông Đạt)                                                                                               | solo                                                             | ASIA 19                 | 1998 |
| 21  | Hoài Thu (Văn Trí) | solo                                                             | ASIA 20                 | 1998 |
| 22  | Huyền Sử Một Người Mang Tên Quốc (Phạm Duy)                                                                                 | solo                                                             | ASIA 21                 | 1998 |
| 23  | Vạn Điều Em Muốn Nói (Lê Đức Long)                                                                                          | Phi Nhung                                                        | ASIA 25                 | 1999 |
| 24  | Chiều Hành Quân (Lam Phương)                                                                                                | solo                                                             | ASIA 29                 | 2000 |
| 25  | Thằng Cuội | Ái Vân                                                           | ASIA 34                 | 2001 |
| 26  | Biệt Kinh Kỳ (Minh Kỳ, Hoài Linh)                                                                                           | solo                                                             | ASIA 36                 | 2002 |
| 27  | Tía Em Má Em (Văn Lương) | Diệp Thanh Thanh                                                 | ASIA 38                 | 2002 |
| 28  | Cỗ Bài Tam Cúc (Anh Bằng, Hồ Dzếnh)                                                                                         | Diệp Thanh Thanh                                                 | ASIA 39                 | 2002 |
| 29  | LK Rước Tình Về Với Quê Hương, Đám Cưới Trên Đường Quê (Hoàng Thi Thơ)                                                      | Hà Phương                                                        | ASIA 40                 | 2003 |
| 30  | Tiếng Dân Chài (Phạm Đình Chương)                                                                                           | Hà Phương, Diệp Thanh Thanh, Johnny Dũng                         | ASIA 40                 | 2003 |
| 31  | LK Tình Ca Người Đi Biển (Trường Hải), Gặp nhau Trên Phố (Trịnh Lâm Ngân), Lính Mà Em (Anh Thy)                             | Diệp Thanh Thanh                                                 | ASIA 41                 | 2003 |
| 32  | Chuyến Tàu Hoàng Hôn (Minh Kỳ, Hoài Linh)                                                                                   | solo                                                             | ASIA 42                 | 2003 |
| 33  | Con Đường Hẻm (Anh Bằng) | solo                                                             | ASIA 43                 | 2004 |
| 34  | Cánh Hồng Trung Quốc (Lời Việt: Trọng Khương)                                                                               | Thái Doanh Doanh                                                 | ASIA 44                 | 2004 |
| 35  | Lý Cây Trúc | Hà Phương                                                        | ASIA 45                 | 2005 |
| 36  | LK Anh hùng xạ điêu, Lộc đỉnh ký                                                                                            | Thái Doanh Doanh                                                 | ASIA 46                 | 2005 |
| 37  | Truyện Kiều (Anh Bằng) | Băng Tâm                                                         | ASIA 47                 | 2005 |
| 38  | LK Gõ Cửa (Mạnh Quỳnh), Căn Nhà Ngoại Ô (Anh Bằng)                                                                          | Băng Tâm                                                         | ASIA 48                 | 2005 |
| 39  | Chuyện Hẹn Hò (Trần Thiện Thanh)                                                                                            | solo                                                             | ASIA 50                 | 2006 |
| 40  | Anh Tiền Tuyến, Em Hậu Phương (Minh Kỳ)                                                                                     | Y Phụng                                                          | ASIA 52                 | 2006 |
| 41  | LK Chuyện Giàn Thiên Lý, Chuyện Tình Hoa Trắng, Chuyện Hoa Sim (Anh Bằng)                                                   | Ngọc Huyền, Băng Tâm, Đặng Thế Luân, Y Phụng                     | ASIA 52                 | 2006 |
| 42  | Chuyện Giàn Thiên Lý (Anh Bằng, Yên Thao)                                                                                   | solo                                                             | ASIA 62                 | 2009 |
| 43  | Thuyền Hoa (Phạm Thế Mỹ) | Mỹ Huyền                                                         | ASIA 63                 | 2009 |
| 44  | Trăng Rụng Xuống Cầu (Hoàng Thi Thơ)                                                                                        | Mỹ Huyền                                                         | ASIA 64                 | 2009 |
| 45  | Đừng Như Công Chúa (Anh Bằng)                                                                                               | Mỹ Huyền                                                         | ASIA Golden 1           | 2011 |
| 46  | Hồi Chuông Xóm Đạo (Anh Bằng)                                                                                               | solo                                                             | ASIA 71                 | 2012 |
| 47  | LK Dư Âm Mùa Giáng Sinh, Cho Kỷ Niệm Mùa Đông, Lời Người Ngoại Đạo                                                          | Diệp Thanh Thanh, Vũ Quang Vinh                                  | ASIA'S WINTER IS COMING | 2021 |
| 48  | Hang Belem | Diệp Thanh Thanh, Vũ Quang Vinh, Johnny Dũng, Nini, Vina Uyển My | ASIA'S WINTER IS COMING | 2021 |

### Trung tâm Thúy Nga
| STT | Tiết mục                                                                             | Thể hiện với                 | Chương trình      | Năm  |
| --- | ------------------------------------------------------------------------------------ | ---------------------------- | ----------------- | ---- |
| 1   | Chút Kỷ Niệm Buồn (Tô Thanh Sơn)                                                     | solo                         | Paris By Night 42 | 1997 |
| 2   | Nửa Kiếp Cô Đơn (Hàn Sinh)                                                           | solo                         | Paris By Night 43 | 1998 |
| 3   | Thói đời (Trúc Phương)                                                               | solo                         | Paris By Night 44 | 1998 |
| 4   | Kiếp tha hương (Lam Phương)                                                          | solo                         | Paris By Night 49 | 1999 |
| 5   | Những Nẻo Đường Việt Nam (Thanh Bình)                                                | Mỹ Huyền, Như Quỳnh, Thế Sơn | Paris By Night 49 | 1999 |
| 6   | Tình Yêu Vỗ Cánh (Thanh Sơn)                                                         | Như Quỳnh                    | Paris By Night 50 | 1999 |
| 7   | LK Nghèo (Trần Quý, Như Phy, Lê Mộng Bảo)                                            | Trường Vũ, Mạnh Quỳnh        | Paris By Night 53 | 2000 |
| 8   | Hẹn hò Đêm Trăng (LV: Nhật Ngân)                                                     | Như Quỳnh                    | Paris By Night 53 | 2000 |
| 9   | LK Thất Tình                                                                         | Trường Vũ, Mạnh Quỳnh        | Paris By Night 60 | 2001 |
| 10  | LK Thu Sầu, Trả Lại Em (Lam Phương)                                                  | Hoàng Lan                    | Paris By Night 60 | 2001 |
| 11  | Thầm Kín (Phượng Linh)                                                               | Như Quỳnh                    | Paris By Night 61 | 2001 |
| 12  | Khi Mình Xa Nhau (Lê Dinh, Anh Bằng)                                                 | Phương Diễm Hạnh             | Paris By Night 69 | 2003 |
| 13  | LK Ly Cà Phê Cuối Cùng (Minh Kỳ, Thế Vinh), Chúng Mình Ba Đứa (Song Ngọc, Hoài Linh) | Trường Vũ, Mạnh Quỳnh        | Paris By Night 69 | 2003 |
| 14  | Mười Năm Tái Ngộ (Thanh Sơn)                                                         | Mạnh Quỳnh                   | Paris By Night 83 | 2006 |

### Trung tâm Mây - Dạ Lan
| STT | Tiết mục                                    | Thể hiện với | Chương trình       | Năm  |
| --- | ------------------------------------------- | ------------ | ------------------ | ---- |
| 1   | Dạt Dào Nỗi Nhớ                             | solo         | Hollywood Night 17 | 1998 |
| 2   | Đám Cưới Đầu Xuân (Trần Thiện Thanh)        | solo         | Hollywood Night 18 | 1999 |
| 3   | Thương Em (Văn Đắc Nguyên)                  | solo         | Hollywood Night 20 | 1999 |
| 4   | Chuyện Tình Người Lính Trẻ (Phạm Trọng Cầu) | solo         | Dạ Lan 2           | 2004 |

### Trung tâm Ca Dao
| STT | Tiết mục                      | Thể hiện với | Chương trình   | Năm  |
| --- | ----------------------------- | ------------ | -------------- | ---- |
| 1   | Nối Lại Tình Xưa (Ngân Giang) | solo         | Ca Dao Video 3 | 2002 |

### Trung tâm Tình
| STT | Tiết mục                      | Thể hiện với | Chương trình                      | Năm  |
| --- | ----------------------------- | ------------ | --------------------------------- | ---- |
| 1   | Phố Vắng Bóng Quen (Ngọc Sơn) | solo         | Quê Hương Tình Yêu Và Tuổi Trẻ 13 | 2006 |
| 2   | Cho Vừa Lòng Em (Phan Trần)   | Hoàng Lan    | Quê Hương Tình Yêu Và Tuổi Trẻ 16 | 2008 |

### Trung tâm Rainbow
| STT | Tiết muc                      | Thể hiện với | Chương trình                                        | Năm  |
| --- | ----------------------------- | ------------ | --------------------------------------------------- | ---- |
| 1   | Yêu Một Minh (Trinh Làm Ngan) | solo         | Rainbow DVD 1 - Sài Gòn Ơi                          | 2005 |
| 2   | Vòng Nhẫn Cưới (Vinh Sử)      | solo         | Rainbow DVD 2 - Về Miền Tây                         | 2006 |
| 3   | Thôi (Y Vân, Nguyễn Long)     | solo         | Rainbow DVD 3 - Du Ngoạn Sài Gòn - Danh Hài Hội Ngộ | 2006 |
| 4   | Nối Lại Tình Xưa (Ngân Giang) | solo         | Rainbow DVD 4 - Về Miền Trung                       | 2006 |
| 5   | Gặp Lại Có Nhân (Song Ngọc)   | Mỹ Huyền     | Rainbow DVD 5 - Về Miền Tây 2                       | 2007 |
| 6   | Những Đâm Lạnh (Ngọc Sơn)     | solo         | Rainbow DVD 6 - Về Miền Đông                        | 2007 |
| 7   | Đêm Tiễn Biệt (Nhất Loan)     | solo         | Rainbow DVD 7 - Sài Gòn Miền Tây                    | 2007 |